# 1月24日 (旧暦)
旧暦1月24日は旧暦1月の24日目である。六曜は赤口である。

## できごと
- 神龍元年（ユリウス暦705年2月22日） - 張柬之が武則天に迫って皇太子に譲位することを同意させる[要出典]。皇太子が中宗として即位、国号が周から唐に戻る
- 元治2年（グレゴリオ暦1865年2月19日） - 長崎に大浦天主堂が完成
- 明治4年（グレゴリオ暦1871年3月14日） - 東京・京都・大阪に郵便役所（現在の郵便局）を開設。3月1日から業務開始。

## 誕生日
- 永禄4年（ユリウス暦1561年2月8日） - 藤原惺窩[要出典]、儒学者（+ 1619年）
- 元治2年（グレゴリオ暦1865年2月19日） - 小菅剣之助、将棋の名誉名人、実業家、国会議員
- 明治2年（グレゴリオ暦1869年3月6日） - 大町桂月、詩人・歌人（+ 1925年）

## 忌日
- 寛永9年（グレゴリオ暦1632年3月14日） - 徳川秀忠、江戸幕府2代将軍（* 1579年）

## 記念日・年中行事
- 郵便制度施行記念日